# Ioana a II-a, Regină a Neapolelui
Ioana a II-a (în italiană Giovanna II di Napoli), (n. 25 iunie 1373, Zadar, Cantonul Zadar, Croația – d. 2 februarie 1435, Napoli, Regatul Neapolelui) a fost regină a Neapolelui din 1414 până la moarte. Odată cu dispariția ei în 1435 s-a stins dinastia Anjou-Sicilia. Ioana a folosit titlul formal de Regină a Ierusalimului și a Ungariei.

## Biografia

Stema Ioanei de Anjou-Durazzo (Regina Neapolelui, Regină titulară a Ierusalimului și Regină titulară a Ungariei)

### Tinerețea
Ioana s-a născut la Zadar în Regatul Croat, ca fiică a lui Carol al III-lea de Neapole și a Margaretei de Durazzo.
În 1386 Maria de Blois, ducesa văduvă de Anjou, a început negocierile pentru căsătoria fiului ei Ludovic al II-lea de Anjou cu Ioana, însă acesta a refuzat categoric în mai 1387 să se căsătorească cu fiica principalului dușman al tatălui său.
În toamna anului 1401 Ioana, în vârstă de 28 de ani, s-a căsătorit cu Wilhelm, duce al Austriei. El fusese logodit cu verișoara ei, regina Hedviga a Poloniei. Ioana și Wilhelm nu au avut copii. Wilhelm a murit în 1406 la doar cinci ani de la căsătorie.

### Ascensiunea la tron
În 1414 Ioana, în vârstă de 41 de ani și fără copii, i-a succedat fratelui ei, Ladislau, la tronul regatului Neapole. La începutul anului 1415 Ioana s-a logodit cu Ioan, fiul regelui Ferdinand I al Aragonului, cu douăzeci și cinci de ani mai tânăr decât ea. Logodna a fost anulată după scurt timp, Ioana fiind liberă să aleagă un alt soț. 
Ea dusese întotdeauna o viață foarte libertină însă după moartea lui Wilhelm relația ei cu Pandolfo Alopo, în vârstă de 26 de ani, a fost una publică el primind și funcția de seneșal al regatului. Această relație a provocat ulterior căderea influentului condotier și conetabil Muzio Sforza⁠(d), stârnind multă nemulțumire. Alopo și condotierul Sforza o conduceau pe Ioana în timp ce nobilii regatului doreau ca ea să aibă alături un soț suficient de puternic pentru a pune capăt influenței favoritilor ei, dar care să nu dorească să devină el însuși rege. A fost preferat Iacob al II-lea de Bourbon, conte de La Marche (1370–1438), iar nunta a avut loc pe 10 august 1415. Totuși, Iacob s-a instaurat rege, a dat ordin să fie ucis Alopo, l-a întemnițat pe Sforza și și-a izolat soția în propriile apartamente. Toate acestea au provocat reacția nobililor, care l-au obligat pe Iacob să-l elibereze pe Sforza, să renunțe tronul regal și să părăsească în cele din urmă regatul.
La scurt timp după aceea Ioana l-a trimis pe Sforza să-și restabilească puterea în Roma de unde napolitanii fuseseră alungați după moartea regelui Ladislau. Sforza a invadat orașul în 1416 și l-a forțat pe condotierul Braccio da Montone, care apăra Roma în numele Papei, să se retragă. În 1417 când Oddo Colonna a devenit papă ca Martin al V-lea, el s-a aliat cu Ioana, care la rândul ei a promis să renunțe la Roma și să îl aducă pe Sforza înapoi la Neapole. Acesta s-a trezit fără influență asupra reginei, care era acum complet dominată de noul ei iubit Giovanni Caracciolo (Sergianni). În speranța de a-și putea restabili poziția și de a-l distruge pe Caracciolo, Sforza a promovat revendicarea lui Ludovic al III-lea de Anjou, care dorea să fie succesorul Ioanei după moartea ei - plan aprobat de papa. Datorită influenței lui Caracciolo, Ioana a refuzat să-l adopte pe Ludovic, în schimb a apelat la Alfonso al V-lea de Aragon, căruia i-a promis moștenirea tronului și pe care l-a adoptat în 1420. Rezultatul a fost un război în care luptau Ioana și Alfonso, pe de o parte, și Ludovic și Sforza, pe de altă parte. Cei din urmă au avut sprijinul papei. Ostilitățile s-au încheiat în 1422 cu victoria monarhilor și un tratat de pace. Această pace a durat câțiva ani. 
În mai 1423 Alfonso l-a arestat pe Caracciolo și a asediat Castelul Capuano, reședința Ioanei. S-a ajuns la un acord, iar Caracciolo a fost eliberat. El a fugit la Aversa cu Ioana. Aici ea s-a întâlnit din nou cu Ludovic, a declarat nulă adopția lui Alfonso și l-a numit pe Ludovic noul ei moștenitor. Alfonso a fost nevoit să se întoarcă în Spania, iar Ioana s-a întors la Neapole în aprilie 1424. 

### Sfârșitul domniei
Ambiția excesivă a lui Caracciolo a împins-o pe Ioana să comploteze pentru asasinarea lui. Pe 19 august 1432, Caracciolo a fost înjunghiat în camera sa din Castelul Capuano. El a fost înmormântat la Neapole.
Ioana a murit pe 2 februarie 1435 la Neapole după ce îl numise ca succesor pe René de Anjou, fratele lui Ludovic. Ioana a murit la vârsta de 63 de ani și a fost înmormântată în Biserica Sf. Annunziata.